# Šeršeń

Repro der Titelseite 2021 („Kampf um den Czorneboh“) mit Jurij Brězan und Otto von Bismarck

Šeršeń („Hornisse“) ist ein sorbischsprachiges Satiremagazin sorbischer Schüler (überwiegend aus dem Sorbischen Gymnasium in Bautzen) und Studenten (überwiegend aus dem Institut für Sorabistik in Leipzig und anderer Studiengänge an der Universität Leipzig und TU Dresden).
Das Magazin erscheint einmal pro Jahr anlässlich des Studententreffens Schadźowanka im November. Die erste Ausgabe erschien 1925. Das Magazin hat aktuell 56 Seiten. Die Beiträge sind in obersorbischer Sprache.
Das Magazin wird durch die Studentenvereinigungen Sorabija-Lipsk und Bjarnat Krawc-Drježdźany (Dresden) unterstützt.